# Gualterio de Montbéliard
Gualterio de Montbéliard (en francés: Gautier de Montbéliard; fallecido en 1212) fue regente del Reino de Chipre desde 1205 hasta 1210, y condestable del Reino de Jerusalén desde alrededor de 1204 hasta su muerte.

## Primeros años
Fue el segundo hijo de Amadeo, conde de Montbéliard. Tomó la cruz después de que se anunciara la cuarta cruzada en 1199. Dos años más tarde se unió a su primo, Gualterio III de Brienne, quien había reclamado el Principado de Taranto y otros dominios en el Reino de Sicilia e invadió el sur de Italia. Al poco tiempo, Gualterio se fue del sur de Italia a Tierra Santa.

## Gualterio en Chipre
Emerico, rey de Chipre y Jerusalén, dio a su hija mayor, Burgundia, en matrimonio con Gualterio y también lo nombró condestable del Reino de Jerusalén. Emerico murió el 1 de abril de 1205 y fue sucedido en Chipre por su hijo de años de edad, Hugo I. La Alta Corte de Chipre eligió a Gualterio como guardián del joven rey y regente, lo que violó la costumbre que prescribía que los dos cargos debían estar separados.
Los selyúcidas sitiaron Satalia (actual Antalya en Turquía), un importante puerto de Asia Menor, en 1207. Satalia estaba en manos de un aventurero italiano, Aldobrandino. A petición de Aldobrandino, Gualterio intervino en el conflicto y obligó a los selyúcidas a levantar el sitio. Sin embargo, los ciudadanos griegos se volvieron en su contra y expulsaron a las tropas chipriotas de la ciudad con la ayuda de los selyúcidas.
Arregló el matrimonio de Hugo I con Alicia de Champaña, que era la hija mayor de Enrique, rey de Jerusalén y conde de Champaña.
Hugo I alcanzó la mayoría de edad en 1210. Gualterio entregó su regencia, pero se negó a rendir cuentas de su administración del tesoro real. En cambio, este y su familia abandonaron Chipre y se establecieron en el Reino de Jerusalén. Al poco tiempo, Gualterio acusó a Hugo I de confiscar sus propiedades en Chipre y de expulsarlo de la isla sin un juicio justo. En su carta al papa Inocencio III, Gualterio también se refirió a una elección no canónica de un obispo en Chipre, que llevó a Hugo I a un conflicto con la Santa Sede. Gualterio murió en 1212.

## Descendencia
Se casó con Burgundia, hija del rey Emerico de Chipre en 1204, tuvieron:
- Odón de Montbéliard, se casó con Eschiva de Tiberíades.[10]
- Eschiva, se casó primero con Gerardo de Montagu, luego con Balián de Beirut.[11]